# لا فاميليا ميتشواكانا
لا فاميليا ميتشواكانا هي عصابة مخدرات وجريمة منظمة مكسيكية ومقرها ولاية ميتشواكان المكسيكية، كانت متحالفة سابقًا مع كارتل الخليج كجزء من لوس زيتاس كارتل وانفصلت عنها في عام 2006. أسس الكارتل كارلوس روساليس ميندوزا، الزعيم الثاني للكارتل هو نازاريو مورينو غونزاليس، المعروف باسم إل ماس لوكو، بشر أعدائه بالحق الإلهي لمنظمته في القضاء على عليهم. وأصر على عناصره في الكارتل من المهربين والقتلة أن يتجنبوا استخدام المخدرات التي ينتجونها ويبيعونها. كان شركاء نازاريو مورينو هم خوسيه دي خيسوس مينديز فارغاس وسيرفاندو جوميز مارتينيز وإنريكي بلانكارت سوليس، كل منهم عليه مكافأة قدرها 2 مليون دولار مقابل القبض عليه.
من المعروف أن الكارتل ينتج كميات كبيرة من الميثامفيتامين في مختبراته السرية في ميتشواكان. في يوليو 2009 ونوفمبر 2010، عرض كارتل لا فاميليا ميتشواكانا الانسحاب وحتى حل الكارتل «بشرط أن تلتزم كل من الحكومة الفيدرالية وشرطة الولاية والشرطة الفيدرالية بالحفاظ على أمن ولاية ميتشواكان». رفضت حكومة الرئيس فيليبي كالديرون إبرام صفقة مع الكارتل ورفضت دعواتهم للحوار. وفقًا للمصادر الفيدرالية، شاركت لا فاميليا ميتشواكانا بشكل متزايد في سياسات المحلية لولاية ميتشواكان، ودفعت مرشحيها السياسيين المفضلين، ومولت حملاتهم الانتخابية، وأجبرت الأحزاب الأخرى على التخلي عن ترشيحاتها. اعتبارًا من عام 2011، لا يزال الكارتل موجود ونشط، على الرغم من مقتل مؤسسها وزعيمها نازاريو مورينو غونزاليس.

## التاريخ
يعتقد المحللون المكسيكيون أن لا فاميليا تشكلت في الثمانينيات بهدف معلن هو إعادة النظام إلى ميتشواكان، مع التركيز على مساعدة الفقراء وحمايتهم. في تجسيدها الأولي، تشكلت كمجموعة من الحراس، دفعت إلى السلطة لمواجهة الخاطفين وتجار المخدرات المتطفلين، الذين كانوا أعدائهم المعلنين. منذ ذلك الحين، استفادت من سمعتها، وبناء أسطورتها وقوتها ووصولها للانتقال إلى عصابة إجرامية نفسها.
ظهرت في المقدمة في تسعينيات القرن الماضي باعتبارها مجموعة شبه عسكرية تابعة لكارتل الخليج، مصممة للسيطرة على تجارة المخدرات غير المشروعة في ولاية ميتشواكان من عصابات المخدرات المنافسة. بينما تدربت في البداية مع لوس زيتاس، في عام 2006 انقسمت المجموعة إلى عصابة مستقلة لتهريب المخدرات. لا فاميليا لديها منافسة قوية مع كل من لوس زيتاس وكارتل بيلتران ليفا، ولكن علاقات قوية مع كارتل سينالوا. كانت لا فاميليا ميتشواكانا واحدة من أقوى وأسرع الكارتلات نموًا في المكسيك.
بعد وفاة نازاريو مورينو غونزاليس، سيطر خوسيه دي خيسوس مينديز فارغاس (إل تشانجو مينديز) على الكارتل. ومع ذلك، كانت سلطته محل نزاع من قبل مؤسسي الكارتل إنريكي بلانكارت سوليس وسيرفاندو جوميز مارتينيز الملقب (لا توتا)، وشكلا فرعًا من لا فاميليا يطلق على نفسه اسم كاباليروس تمبلاريوس أو فرسان الهيكل. تم القبض على مينديز فارغاس في 21 يونيو 2011 من قبل الشرطة المكسيكية في ولاية أغواسكالينتس. أعلنت الشرطة الفيدرالية المكسيكية أنه تم حل الكارتل. ومع ذلك، استمرت المنظمة في ممارسة سلطتها ونفوذها في جميع أنحاء ولايتي ميتشواكان وغيريرو.
في عام 2017، تم تسليم زعيم سابق للكارتل أرنولدو رويدا ميدينا، الذي قُبض عليه في المكسيك في عام 2009، إلى الولايات المتحدة وحُكم عليه بالسجن 45 عامًا في 2018 بعد إدانته بتهم تهريب المخدرات.

### الصلة بالدين
يوصف كارتل نفسه أحيانًا بأنه شبه ديني لأن قادته، يشيرون إلى اغتيالاتهم وقطع الرؤوس على أنها «العدالة الإلهية». نشر الزعيم الروحي نازاريو مورينو غونزاليس «كتابه المقدس» الخاص، وكشفت نسخة استولى عليها عملاء اتحاديون مكسيكيون عن أيديولوجية تمزج بين النمط الإنجيلي وشعارات الفلاحين المتمردين. مورينو غونزاليس، الذي قُتل في 9 ديسمبر 2010، يبدو أنه قد بنى معظم عقيدته على عمل للكاتب المسيحي جون إلدريدج، مستخدمًا فهمه الخاص للفكرة الواردة في رسالة إلدريدج التي مفادها أن كل رجل يجب أن يمتلك «معركة للقتال ومغامرة للعيش». صرحت وزارة العدل المكسيكية في تقرير أن غونزاليس جعل كتاب إلدريدج مطلوبًا لأعضاء عصابته للقراءة ودفع للمعلمين الريفيين وتعليم التنمية الوطنية (CONAFE)، ويقوم بتجنيد أعضاء من عيادات إعادة تأهيل مدمني المخدرات من خلال مساعدة المدمنين على التعافي ثم إجبارهم على الخدمة لعصابة المخدرات أو القتل. يعتمد التقدم داخل المنظمة على الحضور المنتظم لاجتماعات الصلاة بقدر ما يعتمد على الممارسة المستهدفة. يمنح الكارتل قروضًا للمزارعين والشركات والمدارس والكنائس، ويعلن عن إحسانه في الصحف المحلية من أجل الحصول على الدعم الاجتماعي.
في 16 يوليو 2009، اتصل سيرفاندو غوميز مارتينيز الملقب (لا توتا)، رئيس عمليات الكارتل، بمحطة إذاعية محلية وقال: «تم إنشاء لا فاميليا لرعاية مصالح شعبنا وعائلتنا نحن شر لا بد منه.» عندما سئل عما تريده لا فاميليا حقًا، أجاب غوميز، «الشيء الوحيد الذي نريده هو السلام والهدوء.» ورفضت حكومة الرئيس فيليبي كالديرون إبرام صفقة مع الكارتل ورفضت دعواتهم للحوار.
في 20 أبريل 2009، داهم حوالي 400 من عناصر الشرطة الفيدرالية حفل تعميد لطفل ولد لعضو في كارتل. من بين المعتقلين الـ 44 كان رافائيل سيدينيو هيرنانديز، الرجل الثاني في العصابة والمسؤول عن تلقين المجندين الجدد القيم الدينية والأخلاق في الكارتل.

### التحالفات
في فبراير 2010، انضمت الكارتلات الرئيسية إلى عدة تحالفات. كان أحدهما مكونًا من كارتل خواريز وكارتل تيخوانا ولوس زيتاس وكارتل بيلتران ليفا. كان الفصيل الآخر المنافس لهم مكونًا من كارتل الخليج، كارتل سينالوا، ولا فاميليا ميتشواكانا. أصبحت لا فاميليا ميتشواكانا منافسة لمجموعتها المنشقة فرسان الهيكل. ذكر المدعي العام المكسيكي أن منظمة لا فاميليا قد «أُبيدت» بحلول عام 2011.

## العمليات
من المعروف أن لا فاميليا عنيفة بشكل غير عادي. يستخدم أعضاؤها القتل والتعذيب لسحق المنافسين، بينما يقومون ببناء قاعدة اجتماعية في ولاية ميتشواكان المكسيكية. كانت ذات يوم الكارتل الأسرع نموًا في حرب المخدرات في البلاد وهي مجموعة شبيهة بالعبادات الدينية وتحتفل بقيم الأسرة. في إحدى الحوادث التي وقعت في أوروابان في عام 2006، ألقى أعضاء الكارتل خمسة رؤوس مقطوعة على حلبة الرقص في ملهى سولي سومبرا الليلي مع رسالة نصها: «العائلة لا تقتل من أجل المال، إنها لا تقتل النساء، ولا نقتل الأبرياء، بل نقتل فقط من يستحق الموت، اعلم أن هذه عدالة إلهية».
مثل الكارتلات الأخرى، استخدمت لا فاميليا مدينة لازارو كارديناس الساحلية، وميتشواكان لاستيراد المخدرات من بيرو وكولومبيا. كما أنتجوا كميات كبيرة من الميثامفيتامين على طول مرتفعات سييرا مادر. لقد انتقل الكارتل من تهريب المخدرات وبيعها وحوّل نفسه إلى منظمة إجرامية أكثر طموحًا تعمل كدولة موازية في معظم أنحاء ميتشواكان. فهي تبتز من أجل «الضرائب» من الشركات، وتدفع لمشاريع مجتمعية، وتسيطر على الجرائم الصغيرة، وتحل بعض النزاعات المحلية. على الرغم من تاريخها القصير، فقد برزت كأكبر مورد للميثامفيتامين من المكسيك إلى الولايات المتحدة، مع قنوات إمداد تمتد في عمق الغرب الأوسط للولايات المتحدة، وقد أصبحت تشارك بشكل متزايد في توزيع الكوكايين والماريجوانا والمخدرات الأخرى. صرح مايكل براون، رئيس عمليات إدارة مكافحة المخدرات السابق، أنهم يديرون «سوبر لاب» في المكسيك قادر على إنتاج ما يصل إلى 100 رطل من الميثامفيتامين في ثماني ساعات. ومع ذلك، وفقًا لمسؤولي إدارة مكافحة المخدرات، فإنها تدعي معارضة بيع المخدرات للمكسيكيين. كما تبيع أقراص الفيديو الرقمية غير المرخصة، وتهرب الأشخاص إلى الولايات المتحدة، وتدير خدمة لتحصيل الديون عن طريق اختطاف المتعثرين عن سداد ديونهم. نظرًا لاستخدامهم في كثير من الأحيان أزياء مزيفة وأحيانًا أصلية للعديد من وكالات الشرطة، يتم إيقاف معظم ضحايا الاختطاف بحجج كاذبة من عمليات التفتيش الروتينية أو الإبلاغ عن المركبات المسروقة، ثم أخذهم كرهائن.
كما اشترت لا فاميليا بعض السياسيين المحليين. حيث قُتلت 20 من مسؤولي البلدية في ميتشواكان، من بينهم اثنان من رؤساء البلديات. وبعد أن رسخت سلطتها، قامت بتعيين رؤساء الشرطة المحليين. في مايو 2009، اعتقلت الشرطة الفيدرالية المكسيكية 10 من رؤساء بلديات ميتشواكان و20 مسؤولًا محليًا آخرين يشتبه في ارتباطهم بالكارتل.
في 11 يوليو 2009، تم القبض على ملازم الكارتل أرنولدو رويدا ميدينا. هاجم أعضاء لا فاميليا مركز الشرطة الفيدرالية في موريليا لمحاولة إطلاق سراح رويدا بعد وقت قصير من اعتقاله. أثناء الهجمات، قُتل جنديان وثلاثة من رجال الشرطة الفيدرالية. عندما فشلت في تحريره، هاجم أعضاء الكارتل منشآت الشرطة الفيدرالية في ما لا يقل عن ستة مدن ميتشواكان انتقاما.
بعد ثلاثة أيام، في 14 يوليو 2009، عذب الكارتل وقتل اثني عشر من ضباط الشرطة الفيدرالية المكسيكية وألقوا جثثهم على جانب طريق سريع جبلي مع رسالة مكتوبة: «حتى تأتي من أجل آخر، سننتظر أنت هنا.» هذا التسريب، الذي ضاعف عدد ضباط الشرطة الفيدرالية الذين يقومون بدوريات ميتشواكان بأكثر من ثلاثة أضعاف، أغضب حاكم ميتشواكان ليونيل جودوي رانجيل، الذي وصفه بأنه «احتلال» وقال إنه لم تتم استشارته. بعد أيام، تم القبض على 10 من ضباط الشرطة المحلية على صلة بقتل 12 من العملاء الفيدراليين.
تم اتهام الأخ غير الشقيق للحاكم خوليو سيزار جودوي توسكانو، الذي تم انتخابه في 5 يوليو 2009، لمجلس النواب بالكونغرس، بأنه عضو رفيع المستوى في كارتل لا فاميليا للمخدرات وبتوفير الحماية السياسية للكارتل. بناءً على هذه الاتهامات، في 14 ديسمبر 2010، تم عزل جودوي توسكانو من مجلس النواب بالكونغرس وبالتالي فقد حصانته البرلمانية، وهرب ولا يزال هارباً.
صرح الرئيس كالديرون أن عصابات المخدرات في البلاد قد نمت بقوة لدرجة أنها تشكل الآن تهديدًا لمستقبل الديمقراطية المكسيكية. استراتيجيته في المواجهة المباشرة وإنفاذ القانون لا تحظى بشعبية لدى بعض شرائح المجتمع المكسيكي، حيث أدت محاربة عصابات المخدرات العنيفة إلى توجيه العديد من تهم حقوق الإنسان ضد الجيش المكسيكي.

### مشروع كورونادو

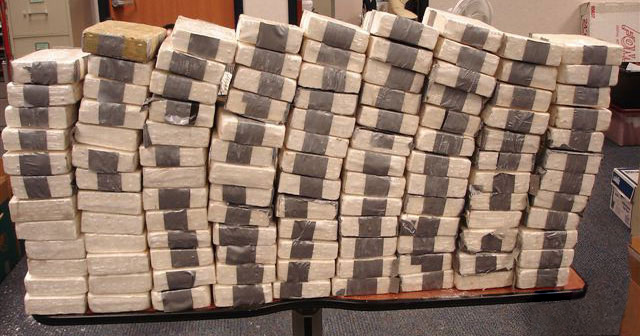
ضبط كيلوغرامات من الكوكايين

في 22 أكتوبر 2009، أعلنت السلطات الفيدرالية الأمريكية نتائج تحقيق استمر أربع سنوات في عمليات لا فاميليا ميتشواكانا في الولايات المتحدة أطلق عليها اسم مشروع كورونادو. كانت أكبر غارة أمريكية على عصابات المخدرات المكسيكية العاملة في الولايات المتحدة في 19 ولاية مختلفة، تم احتجاز 303 أفراد في جهد منسق من قبل سلطات إنفاذ القانون المحلية والفدرالية على مدى يومين. وتم ضبط أكثر من 62 كيلوغراماً من الكوكايين، و330 كيلوغراماً من الميثامفيتامين، و440 كيلوغراماً من الماريجوانا، و144 قطعة سلاح، و109 مركبات، ومختبرين سريين للمخدرات، و3.4 مليون دولار.
ومنذ بدء «مشروع كورونادو»، أدى التحقيق إلى اعتقال أكثر من 1186 شخصًا ومصادرة قرابة 33 مليون دولار. بشكل عام، ما يقرب من 2 طن من الكوكايين، و1240 كيلوغرامًا من الميثامفيتامين، و13 كيلوغرامًا من الهيروين، و7430 كيلوغرامًا من الماريجوانا، و389 قطعة سلاح، و269 مركبة، وتم السيطرة على معامل المخدرات.

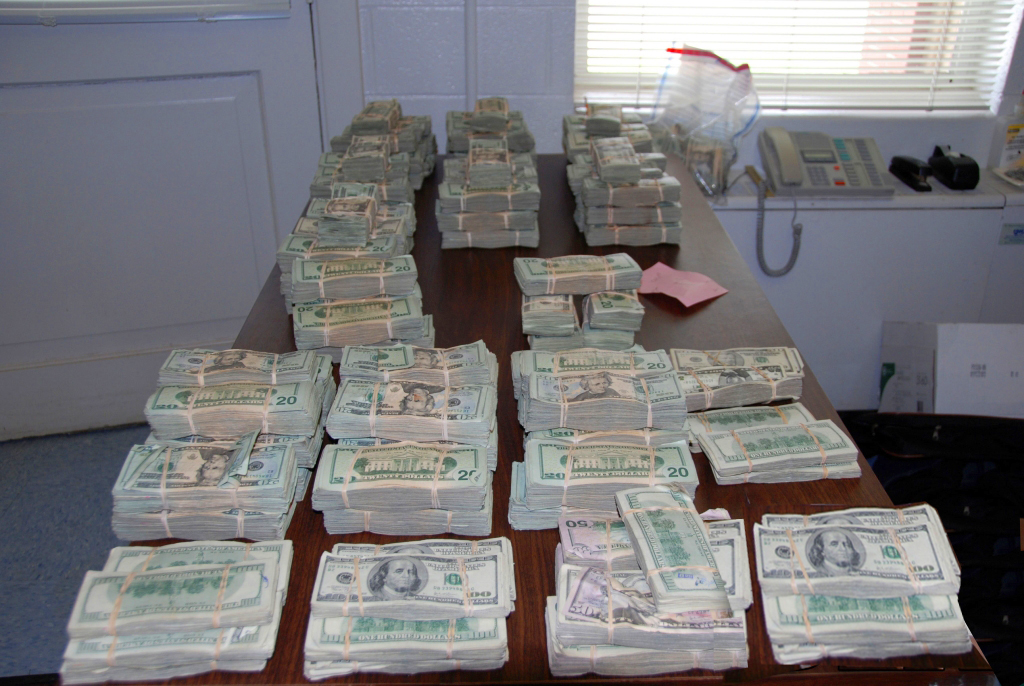
ضبط جزء من العملة الأمريكية

كانت التحقيقات متعددة الوكالات مثل مشروع كورونادو هي المفتاح لتعطيل عمليات المنظمات الإجرامية المعقدة. تم تنسيق جهود التحقيق في مشروع كورونادو من قبل قسم العمليات الخاصة متعدد الوكالات، الذي يضم وكلاء ومحللين من إدارة مكافحة المخدرات، ومكتب التحقيقات الفيدرالي، وإدارة الهجرة والجمارك الأمريكية، ودائرة الإيرادات الداخلية، والجمارك وحماية الحدود الأمريكية، وحدة المارشالات الأمريكية، ومحامون من قسم المخدرات من الدائرة الجنائية.

### مشروع ديليروم
في يوليو 2011، أعلنت وزارة العدل الأمريكية أن عملية استغرقت 20 شهرًا عُرفت باسم «مشروع ديليروم» أسفرت عن أكثر من 221 عملية اعتقال لأعضاء كارتل لا فاميليا في الولايات المتحدة، إلى جانب مصادرة كميات كبيرة من النقود والكوكايين والهيروين والميثامفيتامين. وأسفرت العملية بشكل كامل عن اعتقال أكثر من 1900 عضو خارج الولايات المتحدة. تم القاء القبض على أعضاء كارتل في جميع أنحاء الولايات الامريكية وخارجها، ويواجهون اتهامات عديدة وابرز الولايات هي ألاباما وكاليفورنيا وكولورادو وجورجيا وكانساس وميشيغان ومينيسوتا وميزوري ونيو مكسيكو وكارولينا الشمالية وتينيسي وتكساس وواشنطن العاصمة. جاء هذا الإعلان بعد شهر واحد فقط من إعلان السلطات المكسيكية اعتقال زعيم الكارتل خوسيه دي خيسوس مينديز فارغاس.

### ممر 75
من المعروف أن لا فاميليا لديها صلات مع كارتل فلوريس كامارغو، وهي مجموعة صغيرة لتهريب المخدرات تعمل في أتلانتا. يقوم فلوريس بنقل كميات كبيرة من الماريجوانا عالية الجودة والكوكايين عبر ممر I-75 للتوزيع في ديترويت، لتزويد المدينة وضواحيها. لم تتمكن السلطات المحلية من تفكيك هذه الجماعة بسبب خبرتها. لقد قاموا بالعديد من الاعتقالات لكنهم لم يتمكنوا من تحديد مكان فلوريس كامارغو. من المعروف أن اثنين من أبناء عمه من ولاية غواناخواتو المكسيكية يديرونها، لكن السلطات لم تحصل على صور أو أسماء. يوضح هذا كيف أصبحت جماعات التهريب أكثر دهاءً في الاختباء من السلطات الفيدرالية. وقد علمت السلطات الفيدرالية أن المجموعة تقوم بتهريب الماريجوانا عالية الجودة والكوكايين من غواناخواتو، حيث يسافرون إلى الحدود ويمرون تحت الأنفاق السرية. تلقى وكلاء إدارة مكافحة المخدرات نصائح تفيد بأن المجموعة تنقل ما يصل إلى 2 طن من الماريجوانا عالية الجودة إلى مركز تجاري في أتلانتا، ثم تصل عبر ممر I-75 إلى ديترويت حيث يتم إعادة تعبئتها بكميات صغيرة وتنتشر في جميع أنحاء المدينة. لا يتم تعقب الأموال أبدًا لأنه لا يتم استخدام حسابات مصرفية. ومن المعروف أن هذه المجموعة تمتلك أسلحة ذات طابع عسكري تم الحصول عليها من علاقاتها مع بقية الكارتلات في الولايات المتحدة والمكسيك. ويتباهون بحياتهم الفاخرة على الشبكات التواصل الاجتماعية لكن السلطات ليس لديها أي دليل للقبض عليهم.

### فرسان الهيكل
أدت وفاة نازاريو مورينو غونزاليس المزعومة في 9 ديسمبر 2010 إلى انقسام بين قادة الكارتل خوسيه دي خيسوس مينديز فارغاس وإنريكي بلانكارت سوليس وسيرفاندو غوميز مارتينيز. غادر جزء كبير من لا فاميليا وادى ذلك لتشكيل كارتل فرسان الهيكل، بينما احتفظ خوسيه دي خيسوس مينديز فارغاس بقيادة لا فاميليا التي تم حلها.

## نهاية النشاط
بحلول مايو 2020، كانت جميع الكارتلات الـ 39 من غير كارتل خاليسكو الجيل الجديد العاملة في غيريرو عبارة عن كارتلات منشقة. في يونيو 2020، أفيد أن كارتل ديل أبويلو وكارتل لوس فياجراس، وكذلك إلى حد أقل كارتل خاليسكو الجيل الجديد، كانت الكارتلات النشطة في ولاية ميتشواكان. كان النشاط الإجرامي في ولاية ميتشواكان أيضًا محل نزاع من قبل كارتل لوس روجوس والمنشقين من كارتل بيلتران ليفا والجماعات المنشقة عن لا فاميليا ميتشواكانا والعصابات الإجرامية الأخرى من مكسيكو سيتي.